# 広島市立広島みらい創生高等学校
広島市立広島みらい創生高等学校（ひろしましりつひろしまみらいそうせいこうとうがっこう、英: Hiroshima City Hiroshima Mirai Creation High School）は、広島県広島市中区大手町にある広島市立高等学校。

## 設置の経緯
広島県と広島市が設置している高等学校の定時制課程及び通信制課程を広島県と広島市が共同で統合再編した高等学校である。2017年（平成29年）4月に設置され、2018年（平成30年）4月に開校した。
統合再編対象とされたのは広島県立広島国泰寺高等学校、広島県立広島観音高等学校、広島県立海田高等学校、広島市立広島工業高等学校の定時制課程と、広島市立大手町商業高等学校（定時制課程）及び広島県立西高等学校（通信制課程）である。
なおこの統合再編により広島県立広島国泰寺高等学校、広島県立広島観音高等学校、広島県立海田高等学校、広島市立広島工業高等学校の定時制課程と、広島市立大手町商業高等学校及び広島県立西高等学校では、2018年以降の新入生募集を停止したが、各校の在校生は広島市立広島みらい創生高等学校に移ることはなく、4校の定時制課程と2校はその在校生の卒業をもって廃止された。

## 教育内容
開校以来、広島市に限らず、広島県内のいろいろな地域から生徒が進学している。現在の生徒数は約1,800人。生徒の入学理由も「勉強と仕事の両立がしたい」とか「小中学校時代に不登校を経験したのでもう一度勉強したい」など、様々である。
単位制であり、修業年限は3年または4年である。昼間・夜間と開校されており、高等学校通信教育規程第12条により、通信制課程在籍の生徒は定時制課程の授業も受講して単位修得できる、定時制課程在籍の生徒は通信制課程の通信教育を履修して単位修得できる（定通併修制度）。広島市立広島みらい創生高等学校ではこれを「フレキシブル課程」と呼んでいる。2学期制（前期・後期制、ただし9月卒業、10月入学あり）。
通常の定時制高校では、学習時間帯を夜間と昼間から選択するが、当校では学習時間帯を入学後に自由に選択することが可能である。一人ひとりの生徒の要望に耳を傾け、それぞれ異なった、いわゆるオーダーメイドの時間割を組んでいる。平日登校コースでは定時制としては珍しく、介護職員初任者研修に関する科目も設置している。設備面では、生徒が教員を探しやすくするために職員室の廊下側はガラス張りになっている。また、食堂は保護者や地域住民に開放され、利用されている。ただし、保安上の理由で全面開放ではない。

## 沿革
- 2014年（平成26年）9月 - 広島県教育委員会と広島市教育委員会が「新しいタイプの高等学校整備に係る基本構想」を発表する[1]。
- 2015年（平成27年）1月 - 広島県と広島市が基本協定書を締結する[1]。
- 2016年（平成28年）4月 - 広島市教育委員会指導第二課に「新しいタイプの高校準備係」を設置する[1]。
- 2017年（平成29年）2月 - 「広島市立広島みらい創生高等学校」との校名が決定[1]。
- 2017年（平成29年）4月 - 広島市が広島市立広島みらい創生高等学校を設置。広島県との共同整備[1]。
- 2018年（平成30年）4月 - 第1期生総数502名で開校する[7]。
- 2018年（平成30年）7月 - 新校舎が完成する[1]。校舎は鉄筋コンクリート構造の地上4階建で、延床面積は15,896平方メートルである[8]。
- 2020年（令和2年）2月 - グラウンドが完成[1]。
- 2021年（令和3年）3月 - 第1回卒業証書授与式を挙行[1]。

## 象徴

### 校訓
みらいを創る礎
1. あいさつをする。
2. 時間やルールを守る。
3. 自分も他人も大切にする[7]。

### 校章
「創生」の文字を中心に、その周りに広がる葉とその下に流れる穏やかな波により、生徒一人一人が自分自身や地域のために、夢や希望、目標を持って主体的に行動し、新しい流れを生み出していってほしいとの願いが表されている。葉が「発信」「広がり」「躍動」を、波が「穏やかさ」「豊かさ」「しなやかさ」を意味している。葉は広島県木「モミジ」のイメージ、波は太田川と瀬戸内海の穏やかで豊かな波をデザイン化したもので、学校が広島県と広島市の共同整備により誕生したことを象徴している。

## 部活動
以下の部活動が実施されている。
- 陸上競技部
- バスケットボール部
- ソフトテニス部
- バドミントン部
- バレーボール部
- 卓球部
- 軟式野球部
- 野外活動部
- 演劇部
- ボランティア部
- 放送部
- ESS
- 文芸部
- 音楽部

これらは、平日登校コースと通信教育コースの生徒が合同で部活動に取り組んでいる。なお、高等学校体育連盟に関係する大会に関しては、定時制通信制の大会に出場することになっている。

## 生徒指導

### 校則
最低限の校則が存在し、特に授業やスクーリング時における6つのルールが重視されている。
- 服装
  - 制服の指定はないが、学習に適した服装で登校する必要がある[10]。
  - 体育の授業時は体操服と体育館シューズの指定がある[10]。
  - 校内では生徒証を首から提げて持ち歩く[7]。
- 就労・アルバイトは自由である[5]。
- 通学方法
  - 自転車通学は許可制である[10]。
  - バイク、自動車での通学は禁止[10]。
- 携帯電話・スマートフォン等は校内での使用禁止。持ち込みは可能で、電源を切るかマナーモードである必要がある[7]。
- 5分以上の遅刻、早退、中座は欠席扱い[7]。

## アクセス
- 広島電鉄 宇品線 市役所前停留場より徒歩4分[11]
- 広島バス及び広電バス「市役所前」停留所より徒歩4分[11]
- 広島バス「放送会館前」停留所より徒歩8分[11]
- 広電バス「大手町四丁目」停留所より徒歩4分[11]